# Osornillo
Osornillo é um município da Espanha na província de Palência, comunidade autónoma de Castela e Leão, de área  km² com população de 85 habitantes (2007) e densidade populacional de 4,84 hab/km².

## Demografia
| Variação demográfica do município entre 1991 e 2004 | Variação demográfica do município entre 1991 e 2004 | Variação demográfica do município entre 1991 e 2004 | Variação demográfica do município entre 1991 e 2004 |
| --------------------------------------------------- | --------------------------------------------------- | --------------------------------------------------- | --------------------------------------------------- |
| 1991                                                | 1996                                                | 2001                                                | 2004                                                |
| 121                                                 | 106                                                 | 91                                                  | 88                                                  |